# Nicolas Claxton
Nicolas Devir "Nic" Claxton (Greenville, Carolina del Sur; 14 de abril de 1999) es un jugador  de baloncesto estadounidense, con nacionalidad virgenense, que pertenece a la plantilla de los Brooklyn Nets de la NBA. Con 2,11 metros de estatura, ocupa la posición de ala-pívot. Es hijo del que fuera también baloncestista profesional Charles Claxton.

## Trayectoria deportiva

### High School
Asistió en su etapa de instituto al Legacy Charter School de su ciudad natal, donde en su última temporada promedió 17,4 puntos, 7,8 rebotes y 2,9 tapones, convirtiéndose además en el cuarto jugador de la historia del centro en alcanzar los 1.000 puntos.

### Universidad
Jugó dos temporadas con los Bulldogs de la Universidad de Georgia, en las que promedió 8,4 puntos, 6,2 rebotes, 1,9 tapones y 1,0 asistencias por partido. En su segunda temporada fue incluido por los entrenadores en el segundo mejor quinteto de la Southeastern Conference.
El 19 de abril de 2019 se declaró elegible para el Draft de la NBA, renunciando a los dos años de universidad que le quedaban por cumplir.

#### Estadísticas
| Año     | Equipo  | PJ | PT | MPP  | %TC  | %3P  | %TL  | RPP | APP | ROB | TPP | PPP  |
| ------- | ------- | -- | -- | ---- | ---- | ---- | ---- | --- | --- | --- | --- | ---- |
| 2017–18 | Georgia | 33 | 5  | 14.7 | .449 | .364 | .523 | 3.9 | .2  | .2  | 1.3 | 3.9  |
| 2018–19 | Georgia | 32 | 32 | 31.6 | .460 | .281 | .641 | 8.6 | 1.8 | 1.1 | 2.5 | 13.0 |
| Total   | Total   | 65 | 37 | 23.0 | .457 | .302 | .611 | 6.2 | 1.0 | .6  | 1.9 | 8.4  |

### Profesional
Fue elegido en la trigésimo primera posición del Draft de la NBA de 2019 por Brooklyn Nets.
En su tercera temporada con los Nets reemplazó a DeAndre Jordan como pívot titular. El 2 de febrero de 2022, anotó 23 puntos, su máximo de la temporada, junto con 11 rebotes y 5 tapones, en una derrota ante Sacramento Kings.  En una revancha de la serie del año pasado, los Nets se enfrentaron a los Boston Celtics en la primera ronda de los playoffs. Los Nets fueron eliminados en cuatro partidos, con Claxton promediando 10,5 puntos y 2,3 tapones por partido. 
El 7 de julio de 2022, renovó con los Nets con un contrato de dos años y 20 millones de dólares. El 26 de enero de 2023, Claxton anotó 27 puntos, récord personal, junto con 13 rebotes y 2 tapones, en una derrota ante los Detroit Pistons. Al término de la temporada regular de su cuarto año en Brooklyn, finalizó como el jugador con mejor porcentaje en tiros de campo de la liga (70,5%), y promedió 2,5 bloqueos por partido, solo por detrás del ganador del Jugador Defensivo del Año Jaren Jackson Jr., terminando noveno en la votación del DPOY.
El 6 de julio de 2024, volvió a firmar con los Nets un contrato de cuatro años y 100 millones de dólares.
Durante su sexto año en Brooklyn, el 22 de febrero de 2025, consigue la canasta ganadora sobre la bocina ante Philadelphia 76ers.

### Selección nacional
Es miembro de la selección de Islas Vírgenes Estadounidenses desde las categorías inferiores. Debutó con la selección absoluta en competición oficial en la clasificación de FIBA Américas para la Copa Mundial de Baloncesto de 2019, en la que disputó dos partidos, en los que promedió 6,0 puntos y 6,5 rebotes.

## Estadísticas de su carrera en la NBA
|  | Líder de la liga |

### Temporada regular
| Año     | Equipo   | PJ  | PT  | MPP  | %TC  | %3P  | %TL  | RPP | APP | ROB | TPP | PPP  |
| ------- | -------- | --- | --- | ---- | ---- | ---- | ---- | --- | --- | --- | --- | ---- |
| 2019-20 | Brooklyn | 15  | 0   | 12.5 | .563 | .143 | .524 | 2.9 | 1.1 | .1  | .5  | 4.4  |
| 2020-21 | Brooklyn | 32  | 1   | 18.6 | .621 | .200 | .484 | 5.2 | .9  | .7  | 1.3 | 6.6  |
| 2021-22 | Brooklyn | 47  | 19  | 20.7 | .674 | —    | .581 | 5.6 | .9  | .5  | 1.1 | 8.7  |
| 2022-23 | Brooklyn | 76  | 76  | 29.9 | .705 | .000 | .541 | 9.2 | 1.9 | .9  | 2.5 | 12.6 |
| 2023-24 | Brooklyn | 71  | 71  | 29.8 | .629 | .200 | .551 | 9.9 | 2.1 | .6  | 2.1 | 11.8 |
| 2024-25 | Brooklyn | 70  | 62  | 26.9 | .563 | .238 | .513 | 7.4 | 2.2 | .9  | 1.4 | 10.3 |
| Total   | Total    | 311 | 229 | 25.8 | .636 | .200 | .537 | 7.7 | 1.7 | .7  | 1.7 | 10.3 |

### Playoffs
| Año   | Equipo   | PJ | PT | MPP  | %TC  | %3P | %TL  | RPP | APP | ROB | TPP | PPP  |
| ----- | -------- | -- | -- | ---- | ---- | --- | ---- | --- | --- | --- | --- | ---- |
| 2021  | Brooklyn | 12 | 0  | 10.8 | .483 | —   | .667 | 2.8 | .6  | .3  | 1.0 | 2.5  |
| 2022  | Brooklyn | 4  | 0  | 24.5 | .792 | —   | .182 | 6.3 | 1.5 | 1.3 | 2.3 | 10.5 |
| 2023  | Brooklyn | 4  | 4  | 29.2 | .720 | —   | .600 | 8.0 | 1.5 | .3  | 1.8 | 10.5 |
| Total | Total    | 20 | 4  | 17.2 | .654 | —   | .343 | 4.5 | 1.0 | .5  | 1.4 | 5.7  |